# Joseph Mauss
Joseph Mauss (ur. 12 lutego 1778, zm. 11 września 1856 we Lwowie) – historyk, profesor i rektor Uniwersytetu Lwowskiego.

## Życiorys
Studia odbył na Wydziale Filozoficznym Uniwersytetu w Wiedniu uzyskując w 1805 tytuł doktora filozofii. W latach 1807–1809 był profesorem nadzwyczajnym Uniwersytetu w Salzburgu w 1809 objął katedrę historii filozofii na Uniwersytecie w Wiedniu. 28 czerwca 1811 został mianowany profesorem historii powszechnej Liceum Lwowskiego. Po podniesieniu Liceum do rangi Uniwersytetu w 1817 został profesorem zwyczajnym Katedry Historii Powszechnej i Dziejów Państwa Austriackiego. Dwukrotnie był wybierany na urząd rektora Uniwersytetu w 1824 i 31 października 1851, mimo iż od 1848 był już profesorem emerytowanym. W latach 1825 i 1830 pełnił funkcję Dziekana Wydziału Filozoficznego. Po zakończeniu drugiej kadencji rektorskiej w 1852 powołano go w skład Państwowej Komisji Egzaminacyjnej dla nauczycieli w Galicji. Mauss należał do najpopularniejszych osobistości lwowskiego świata profesorskiego. Do jego uczniów należeli: Ksawery Bronikowski, Wincenty Pol, Tytus Dzieduszycki, Karol Szajnocha i Tadeusz Wasielewski oraz Fryderyk Skobel. Od 1818 był członkiem korespondentem Towarzystwa Naukowego Krakowskiego. 9 maja 1843 otrzymał godność radcy dworu. Zmarł we Lwowie pochowany został na Cmentarzu Gródeckim we Lwowie. Po likwidacji cmentarza jego grób został przeniesiony na Cmentarz Łyczakowski we Lwowie.